# St. Louis SkyHawks
I St. Louis SkyHawks sono stati una franchigia di pallacanestro della USBL, con sede a St. Louis nel Missouri, attivi tra il 2002 e il 2004.
Disputarono due stagioni USBL, nel 2002 e nel 2004, non partecipando al campionato del 2003.

## Stagioni
| Stagione | Lega | Denominazione      | V  | P  | %    | Piazzamento | Play-off         |
| -------- | ---- | ------------------ | -- | -- | ---- | ----------- | ---------------- |
| 2002     | USBL | St. Louis SkyHawks | 11 | 19 | 36,7 | 5º          | Quarti di finale |
| 2004     | USBL | St. Louis SkyHawks | 7  | 22 | 24,1 | 5º          | -                |